# Andover (Massachusetts)
Andover ist eine Town im Essex County in Massachusetts, Vereinigte Staaten. Im Jahr 2020 hatte die 1646 inkorporierte Stadt 36.569 Einwohner.
In Andover befindet sich die Phillips Academy, die eine Reihe namhafter Persönlichkeiten absolviert haben, darunter die späteren US-Präsidenten John F. Kennedy, George H. W. Bush und George W. Bush.

## Geographie
Nach den Angaben des United States Census Bureaus hat die Town eine Fläche von 83,2 km², wovon 80,3 km² auf Land und 2,9 km² (= 3,49 %) auf Gewässer entfallen. Ein Teil Andovers umfasst den Census-designated place Andover. Wesentliche Wasserflächen bilden der Shawsheen River und Haggetts Pond im Westen von Andover. Haggetts Pond ist der Wasserspeicher der Stadt, der aufgrund wachsenden Wasserbedarfs seit Ende der 1990er Jahre durch Zuleitungen aus dem Merrimack River ergänzt wurde.
Andover grenzt an die folgenden benachbarten Citys und Towns: Lawrence, North Andover, North Reading, Wilmington, Tewksbury, Dracut und Methuen. Methuen und Dracut liegen auf dem gegenüberliegenden Ufer des Merrimack Rivers und sind nicht direkt von Andover aus erreichbar, sondern nur über die Interstate 93.

## Geschichte

### Gründung und Inkorporierung
Im Jahr 1634 legte der Great and General Court of Massachusetts ein Landgebiet im heutigen Essex County zur Nutzung als Plantage fest. Zu diesem Gebiet gehörten Teile der heutigen Städte Andover, North Andover und South Lawrence. Um die Besiedlung zu fördern, wurde den frühen Kolonisten eine dreijährige Pause von der Besteuerung gewährt. Die erste ständige Siedlung in dem Gebiet wurde 1641 von John Woodbridge und einer Gruppe von Siedlern aus Newbury und Ipswich begründet.
Kurz nach deren Ankunft erwarben die Siedler ein Stück Land vom Häuptling der dort ansässigen Penacook zum Preis von „sechs Pfund in Geld und einem Mantel“ und unter der Bedingung, dass Roger, ein ortsansässiger Angehöriger der Pennacook weiterhin seinen Mais pflanzen und Alosa pseudoharengus aus einer dortigen Quelle fangen durfte. Rogers Brook, ein kleines Fließgewässer, das den östlichen Teil der Stadt durchschneidet, ist nach ihm benannt. Im Mai 1646 wurde die Siedlung als Town statuiert und erhielt den Namen Andover, höchstwahrscheinlich nach Andover in Hampshire, England, in der Nähe der Heimat ihrer ersten Bewohner. Die erste Versammlung der Einwohner wurde 1656 im Haus des Siedlers John Osgood abgehalten.
Der alte Friedhof im heutigen North Andover befindet sich im Zentrum der damaligen Siedlung. Das Gebiet des heutigen Andovers war damals nicht inkorporiert, aber die Bewohner dort waren es leid, in den Norden des heutigen North Andover zum Gottesdienst zu laufen und beschlossen, im Zentrum des heutigen Andovers ihre eigene Kirche zu bauen. Die frühen Siedler hatten sich zwar um das alte Zentrum im heutigen North Andover gesammelt, um sich besser vor den Indianern zu schützen, diese waren aber ziemlich friedlich – bis 1675 King Philip’s War ausbrach. King Philip war ein Indianer, der in einem Großteil von Neuengland eine Revolte gegen die weißen Siedler organisierte.

### Hexenprozesse
Zur Zeit der Hexenprozesse von Salem 1692 bat Joseph Ballard, ein Einwohner Andovers, mehrere Mädchen im benachbarten Salem um Unterstützung für seine Frau. Nach dem Treffen mit Elizabeth Ballard behaupteten diese Mädchen, dass mehrere Bewohner Andovers sie verhext hätten, darunter Ann Foster, deren Tochter Mary Lacey Sr. und Enkelin Mary Lacey Jr. Im Verlauf des Gerichtsverfahrens wurden mehr als vierzig Einwohner der Stadt angeklagt, zumeist Frauen und deren Kinder, einen Pakt mit dem Teufel eingegangen zu sein. Drei Bewohner Andovers, Martha Carrier, Mary Parker und Samuel Wardwell wurden verurteilt und hingerichtet. Fünf weitere bekannten sich bei Anklageerhebung schuldig oder wurden während des Verfahrens schuldig gesprochen, 1692 Ann Foster, Mary Lacey Sr., und Abigail Faulkner Sr. (die Tochter von Francis Dane) und 1693 die Ehefrau Wardwells, Sarah sowie die Enkelin von Rev. Dane, Elizabeth Johnson Jr. Den nicht hingerichteten wurde von Gouverneur William Phips Gnadenfristen gewährt, die Verurteilungen verblieben aber bestehen. Erst aufgrund von Eingaben, die 1703 durch Abigail Faulkner Sr. und Sarah Wardwell eingebracht wurden, annullierte der damalige Gouverneur der Massachusetts-Kolonie Joseph Dudley 1713 die Parlamentsverurteilung der Namen der Verurteilten zurück. Im Fall von Elizabeth Johnson Jr. wurde das Urteil erst 2022 nach einer Initiative von Schülern aus Andover aufgehoben, die den Fall im Sozalkundeunterricht recherchiert hatten.

### Teilung der Town
Um 1705 begann sich die Einwohnerschaft Andovers nach Süden hin auszudehnen und deswegen kam der Gedanke auf, am südlichen Ende der Stadt ein neues Versammlungshaus zu errichten. Diese Absicht stieß bei den Bewohnern im Norden Andovers auf Gegenwehr. Der Disput wurde 1709 beigelegt, als der Great and General Court Andover in zwei Parishs teilte, einen nördlichen und einen südlichen. Politisch gesehen blieb Andover jedoch eine Einheit.
Für viele Jahre war Andover die geographisch größte Town innerhalb des Commonwealth of Massachusetts. 1826 wurde ein dritter Gemeindebezirk gegründet und an der Reservation Road entstand die West Parish Church. 1854 wurde die Teilung der Town in zwei politisch selbstständige Einheiten beschlossen. Die Grenzen verliefen entlang der vormaligen Gemeindebezirke, wobei der Name Andover von den bevölkerungsreicheren und wohlhabenderen Parishs im Westen und Süden übernommen wurde und der nördliche Parish den Namen North Andover erhielt.

### Andover während des Unabhängigkeitskrieges
Die Aufzeichnungen zeigen, dass am Morgen des 19. Aprils 1775 ungefähr 350 Männer aus Andover nach Lexington aufbrachen. Sie kamen zwar nicht rechtzeitig an, um an der Schlacht von Lexington und Concord an diesem Tag teilzunehmen, beteiligten sich aber an der Schlacht von Bunker Hill zwei Monate später und kämpften während des Unabhängigkeitskrieges in den verschiedenen Gefechten gegen die britischen Truppen.
Einige Mitglieder der Abgesandten der Massachusetts Constitutional Convention kamen aus Andover, darunter Samuel Osgood, Zebadiah Abbot und John Farnum sowie Samuel Phillips, Jr. – der spätere Gründer der Phillips Academy. Dieser wurde von John Adams dazu bestimmt, die Verfassung des Bundesstaates mitauszuarbeiten.

### Eisenbahnunglück am 6. Januar 1853
Der Mittagsexpress der Boston and Maine Railroad von Boston nach Lawrence fuhr mit einer Geschwindigkeit von etwa 65 Kilometern pro Stunde, als eine Achse brach. Der einzige Passagierwagen entgleiste und stürzte den Bahndamm hinunter. Die Lokomotive und der Gepäckwagen entgleisten nicht. Unter den Insassen des Zuges waren der neugewählte, noch nicht vereidigte Präsident der Vereinigten Staaten Franklin Pierce mit seiner Frau Jane und dem 1841 geborenen Sohn Benjamin. Der Sohn des President-Elect wurde bei dem Eisenbahnunfall getötet. Das Ehepaar Pierce hatte schon vorher zwei seiner Kinder verloren und der Verlust von Benjamin belastete das Ehepaar sehr. Während der Zeit im Weißen Haus sprach Jane Pierce kaum noch und verbrachte einen Großteil ihrer Zeit damit, den toten Kindern Briefe zu schreiben, bis sie 1863 trauergegrämt verstarb.

### Amerikanischer Bürgerkrieg

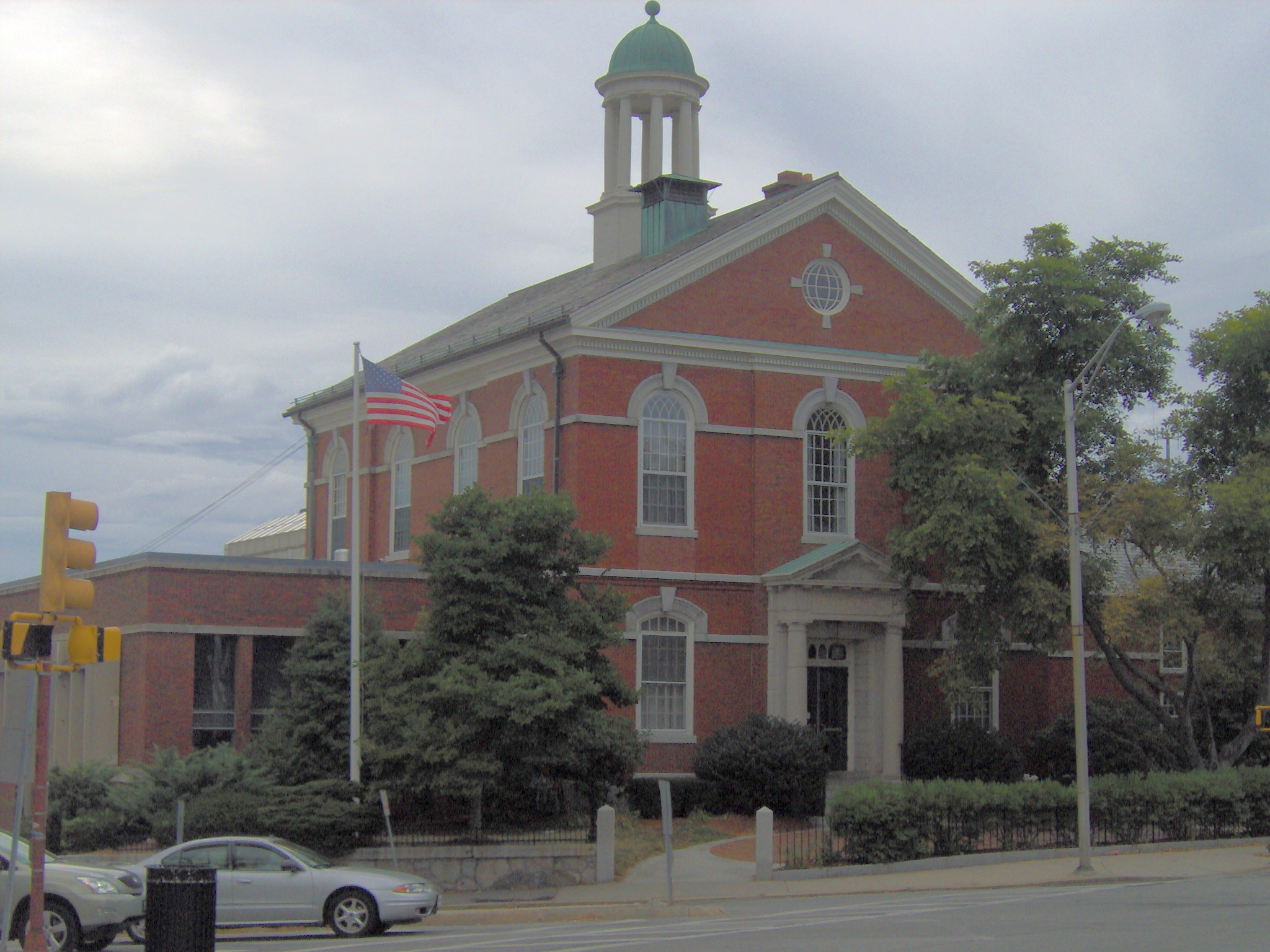
Die Memorial Hall Library wurde 1873 erbaut und gedenkt der 53 Soldaten aus Andover, die während des Sezessionskrieges getötet wurden. Sie wurde durch private Spenden finanziert.

Die Abolitionisten hatten in Andover schon längere Zeit vor dem Sezessionskrieg Unterstützer. William Jenkins – ein Freund von William Lloyd Garrison – und einige andere stellten Unterschlüpfe für die Underground Railway bereit und halfen entlaufenen Sklaven. Die Autorin von Onkel Toms Hütte, Harriet Beecher Stowe, lebte lange Jahre in Andover. Ihr Wohnhaus gehört heute der Phillips Academy, auf deren Friedhof sie beerdigt wurde. Als die Armee der abtrünnigen Südstaaten 1861 Fort Sumter bombardierte, bildete sich in Andover eine Einheit aus 79 Freiwilligen. Bis zum Ende des Krieges 1865 hatten rund 600 Männer aus Andover in der Unionsarmee gedient, 53 ließen dabei ihr Leben.

### Shawsheen Village
Die American Woolen Company gab 1919 Pläne bekannt, eine Million US-Dollar in den Bau einer Spinnerei in Frye Village zu investieren und in „Shawsheen“ umzubenennen. Das Dorf wurde als Modell einer Industriesiedlung völlig neugebaut und der Hauptsitz des Unternehmens wurde hierher verlegt. Die Spinnerei begann 1922 mit der Produktion und innerhalb von zwei Jahren umfasste die Ansiedlung mehr als zweihundert Häuser, mehrere Gemeinschaftsgebäude, Tennisplätze, eine Schwimmbad, eine Leichtathletikanlage und einen Golfplatz. Die Häuser gehörten dem Unternehmen, das sie an die Angestellten vermietete. Die leitenden Angestellten wohnten in Backsteinbauten, die Arbeiter in niedrigeren Positionen wurden in aus Holz gebauten Häusern untergebracht. Diese industrielle Vision war kurzlebig. Die Spinnmühlen wurden ein Opfer der sich wandelnden Technologien, als Kunstfasern populärer wurden als die Wolle. Die American Woolen Company schloss ihren Betrieb 1953. Heute sind in den Gebäuden verschiedene Gewerbe, Wohnungen und Büros untergebracht. Das Dorf hinterließ trotzdem landesweit seine Visitenkarte, als die örtliche Fußballmannschaft, die Shawsheen Indians, 1925 den National Challenge Cup gewinnen konnten.

## Demographie
Zum Zeitpunkt des United States Census 2000 bewohnten Andover 31.247 Personen. Die Bevölkerungsdichte betrug 389,1 Personen pro km². Es gab 11.590 Wohneinheiten, durchschnittlich 144,3 pro km². Die Bevölkerung Andovers bestand zu 91,60 % aus Weißen, 0,75 % Schwarzen oder African American, 0,06 % Native American, 5,73 % Asian, 0,04 % Pacific Islander, 0,84 % gaben an, anderen Rassen anzugehören und 0,99 % nannten zwei oder mehr Rassen. 1,81 % der Bevölkerung erklärten, Hispanos oder Latinos jeglicher Rasse zu sein.
Die Bewohner Andovers verteilten sich auf 11.305 Haushalte, von denen in 40,3 % Kinder unter 18 Jahren lebten. 65,6 % der Haushalte stellten Verheiratete, 7,5 % hatten einen weiblichen Haushaltsvorstand ohne Ehemann und 24,9 % bildeten keine Familien. 21,6 % der Haushalte bestanden aus Einzelpersonen und in 9,2 % aller Haushalte lebte jemand im Alter von 65 Jahren oder mehr alleine. Die durchschnittliche Haushaltsgröße betrug 2,74 und die durchschnittliche Familiengröße 3,24 Personen.
Die Bevölkerung verteilte sich auf 28,8 % Minderjährige, 4,7 % 18–24-Jährige, 27,5 % 25–44-Jährige, 26,8 % 45–64-Jährige und 12,3 % im Alter von 65 Jahren oder mehr. Das Durchschnittsalter betrug 40 Jahre. Auf jeweils 100 Frauen entfielen 92,9 Männer. Bei den über 18-Jährigen entfielen auf 100 Frauen 87,9 Männer.
Das mittlere Haushaltseinkommen in Andover betrug 87.683 US-Dollar und das mittlere Familieneinkommen erreichte die Höhe von 104.820 US-Dollar. Das Durchschnittseinkommen der Männer betrug 78.291 US-Dollar, gegenüber 44.292 US-Dollar bei den Frauen. Das Pro-Kopf-Einkommen belief sich auf 41.133 US-Dollar. 2,5 % der Bevölkerung und 3,9 % der Familien hatten ein Einkommen unterhalb der Armutsgrenze, davon waren 3,7 % der Minderjährigen und 6,8 % der Altersgruppe 65 Jahre und mehr betroffen.

## Bildungseinrichtungen

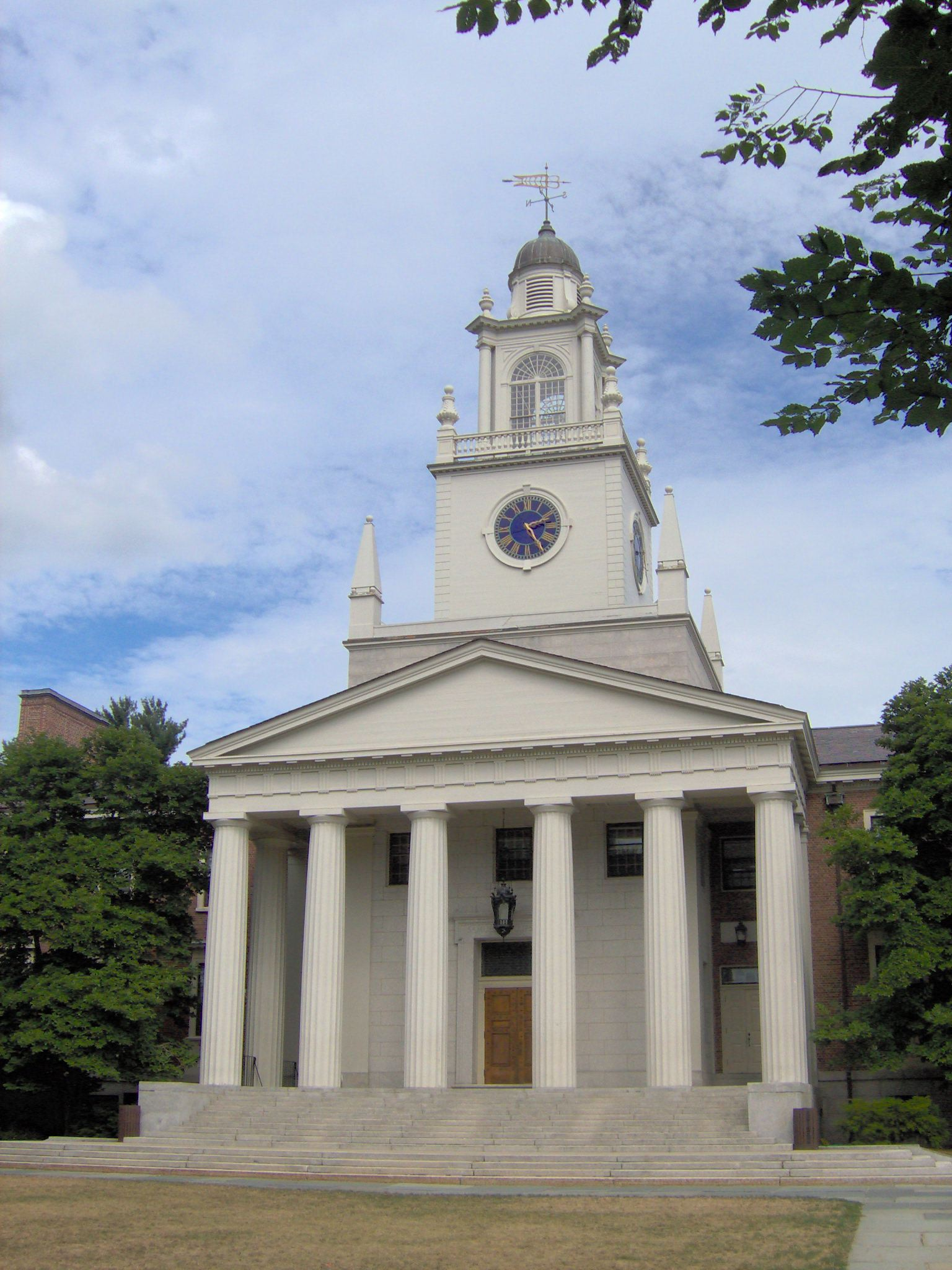
Samuel Phillips Hall, das Hauptgebäude der Phillips Academy

### Public Schools
Das System der öffentlichen Schulen in Andover wird gebildet durch:
- Elementary School (bis Klasse 5): Shawsheen, Bancroft, West Elementary, South, Sanborn, High Plain
- Middle School (Klassen 6–8): Doherty, West Middle, Wood Hill
- High School (Klassen 9–12): Andover High School

### Privatschulen
- Saint Augustine's, bis Klasse 8
- The Pike School, bis Klasse 9
- Phillips Academy, Klassen 9–12
- Montessori School
- Greater Lawrence Technical School, Klassen 9–12

### Höhere Bildung
- Massachusetts School of Law

## Verkehr
Andover ist aufgrund seiner Nähe zu verschiedenen Hauptstraßen in Massachusetts – darunter sind die Interstates I-93, I-95 und I-495 – ein wichtiger Standort für Gewerbe und Industrie. In Andover ist eine Haltestelle der Haverhill–Boston Commuter Rail Line, die in Woburn oder Haverhill durch die Umsteigemöglichkeit in die Züge von Amtrak die Verbindung nach Portsmouth und Portland herstellt. Der öffentliche Personennahverkehr durch Omnibusse wird durch die Merrimack Valley Regional Transit Authority organisiert.

## Sehenswürdigkeiten
Zu Sehenswürdigkeiten und wichtigen Einrichtungen in Andover gehören:
- die Phillips Academy, eine weiterführende Schule, die 1778 gegründet wurde und von zahlreichen nennenswerten Personen absolviert wurde.
- ein Fertigungsbetrieb von Raytheon, dem Hersteller der MIM-104 Patriot
- das 1673 erbaute Chandler-Bigsby-Abbot House, das älteste Gebäude in Andover

## Söhne und Töchter der Stadt
- Abiel Abbot (1770–1828), Geistlicher und Schriftsteller[4]
- Benjamin Abbot (1762–1849), Hochschullehrer an der Phillips Exeter Academy[4]
- Amos Abbott (1786–1868), Kongressabgeordneter für Massachusetts[4]
- John Adams, Hochschullehrer an der Phillips Exeter Academy von 1810 bis 1832[4]
- Harriette Newell Woods Baker (1815–1893), Autorin von mehr als 200 Kurzgeschichten[4]
- Anne Bradstreet (um 1612–1672), Dichterin
- Sumner Carruth (1834–1892), Offizier im Sezessionskrieg
- Michael Casey (* 1942), Dichter
- Michael Chiklis (* 1963), Schauspieler
- Barry Finegold, Abgeordneter im Massachusetts House of Representatives
- Abiel Foster (1735–1806), Geistlicher und Kongressabgeordneter für New Hampshire[4]
- Herbert Baldwin Foster (1874–1906), Klassischer Philologe
- Joseph Frye (1712–1794), Brigadegeneral in der Continental Army[4]
- Kara Hayward (* 1998), Schauspielerin
- Jon B. Higgins (1936–1984), Musikwissenschaftler und -pädagoge und Sänger Karnatischer Musik
- Howard Koh, Hochschullehrer und Massachusetts Commissioner of Public Health
- Priscilla Lane (1915–1995), Schauspielerin
- Jay Leno (* 1950), Talkmaster
- Jim Loscutoff (1930–2015), ehemaliger Spieler der Boston Celtics
- Arno Rafael Minkkinen, Photograph und Schriftsteller
- Paul Monette (1945–1995), Schriftsteller
- Mary McGarry Morris, Schriftstellerin
- Sharon Petzold (* 1971), Freestyle-Skierin
- Samuel Phillips Newman, Hochschullehrer am Bowdoin College[4]
- Samuel Osgood (1748–1813), United States Postmaster General unter Präsident George Washington[4]
- Randall Peffer, Autor
- Salem Poor (1758–1802), ein freigelassener Sklave, der in der Schlacht von Bunker Hill kämpfte und später mit einer Briefmarke geehrt wurde
- Jenny Powers, Schauspielerin am Broadway
- Clarissa Peters Russell (1809–1854), Malerin
- Blanchard Ryan (* 1967), Schauspielerin
- Elizabeth Stuart Phelps (1844–1911), Schriftstellerin
- Samuel Francis Smith, author of the national hymn America, written while he was a student at Andover Theological Seminary[4]
- Harriet Beecher Stowe (1811–1896), Schriftstellerin[4]
- George L. Street, III, Rezipient der Medal of Honor für Taten im Zweiten Weltkrieg
- Robert Urich (1946–2002), Schauspieler

## Namensvarianten
Die Stadt besitzt einige Bezeichnungsvarianten:
- Cochicawick[5]
- Cochickawick[6]
- Cochituit[6]
- Quichickichick[6]
- Town of Cochicawick[7]